# Google Groups
Google Groups (in het Nederlands Google Discussiegroepen) is een gratis service van Google, waar men kan discussiëren.
Iedereen kan zijn of haar eigen groep starten en vervolgens een eigen opmaak opstellen of er een uitkiezen. Ook de andere Google-producten hebben een groep; deze zijn met name bedoeld om dat betreffende product te verbeteren. Groepen kunnen worden gezocht en gevonden per onderwerp, zodat iedereen de groepen over zijn of haar favoriete onderwerp eenvoudig kan vinden.